# Remixes & B Sides
Remixes & B Sides – EP brytyjskiej piosenkarki soulowej Amy Winehouse, wydany w 2007 roku przez wydawnictwa muzyczne Island Records oraz Universal Records. Minialbum zawiera 4 kompozycje wokalistki w wersjach studyjnych, zremiksowanych bądź też zdubowanych.

## Lista utworów
Opracowano na podstawie materiału źródłowego.
1. „Back to Black” – 4:01
2. „Valerie” – 3:53
3. „Hey Little Rich Girl” – 3:33
4. „Back To Black” (Steve Mac Vocal) – 6:06
5. „Back To Black” (Steve Mac Dub) – 6:20
6. „Back To Black” (Mushtaq Vocal) – 4:07
7. „Back To Black” (Rumble Strips) – 3:49
8. „Rehab” (Soulcast Radio Edit) – 3:50
9. „Rehab” (Soulcast Extended Mix) – 7:37